# Скијашко трчање на Зимским олимпијским играма 2014 — спринт екипно за мушкарце
Такмичење у дисцицлини скијашког трчања спринт екипно за мушкарце на Зимским олимпијским играма 2014. у Сочију, одржаће се 19. фебруара 2014. на комплексу за скијашко трчање и биатлон Лаура у Красној Пољани, Краснодарском крај 60 км удаљеној од Сочија у Русији, са почетком у 15:45 часова по локалном времену..
Титулу је бранила екипа Норвешке.

## Систем такмичења
Свака земља учесница може учествовати са једном екипом. Екипу чине два такмичара, који трче наизменично, три пута сваки од њих са укупно 6 кругова. Такмичање се састоји од две фазе: полуфинале и финале. У полуфиналу учествује 10—15 екипа. а најбољих пет се квалификује у за финалну трку. Измене се врше као и код штафета, долазећи такмичар додирне руком раме такмичара који чека свој старт. Победник је она штафета чији такмичар после шестог круга први прође линију циља. Полуфинале и финале се одржавају истог дана.
Као и код такмичења у спринту на олимпијским играма се трчи наизменично са оба стила трчања. На Олимпијским играма у Сочију екипе трче класичним стилом.
У овој дисциплини учествовало је ... такмичара ( ... екипа) из исто толико земаља.

## Резултати

### Полуфинале
| Пласман | ст, бр. | Име | Земља | Време | Заостатак | Напомена |
| ------- | ------- | --- | ----- | ----- | --------- | -------- |
| 1.      |         |     |       |       | +0.0      | КВ       |
| 2.      |         |     |       |       |           | КВ       |
| 3.      |         |     |       |       |           |          |
| 4.      |         |     |       |       |           |          |
| 5.      |         |     |       |       |           |          |
| 6.      |         |     |       |       |           |          |

### Финале
| Пласман | ст, бр. | Име | Земља | Време | Заостатак | Напомена |
| ------- | ------- | --- | ----- | ----- | --------- | -------- |
|         |         |     |       |       | +0.0      |          |
|         |         |     |       |       |           |          |
|         |         |     |       |       |           |          |
| 4.      |         |     |       |       |           |          |
| 5.      |         |     |       |       |           |          |
| 6.      |         |     |       |       |           |          |